# Euxestonotus rufidens
Euxestonotus rufidens är en stekelart som beskrevs av Fouts 1925. Euxestonotus rufidens ingår i släktet Euxestonotus och familjen gallmyggesteklar. Inga underarter finns listade i Catalogue of Life.